# Haimchar
Haimchar (en bengali : হাইমচর) est une upazila du Bangladesh dans le district de Chandpur. En 1991, on y dénombrait 113 306 habitants.